# Ерлінг Скакке
Ерлінг Скакке (Кривий) Ормссон (нар. 1115 — 19 червня 1179) — норвезький ярл, батько конунга Маґнуса V Ерлінґссона.

## Біографія
Народився в Етне в Гордаланні. Син знатного норвежця Кюрпінга Орма Свейнссона і Рагнхільд Скулесдаттер. В 1152–1155 рр. Ерлінг брав участь разом з Роґнвальдом Калі Колссоном, ярлом Оркнейським, в хрестовому поході, під час якого відвідав Святу землю, Константинополь і Рим. Під час битви з арабами на Сицилії був поранений шаблею в шию і отримав прізвисько Скакке («Кривий»).
Після свого повернення на батьківщину одружився з принцесою Крістін Сіґурдсдаттер, дочкою норвезького короля Сіґурда I Хрестоносця (1103—1130) та Мальмфриди Київської. Ерлінг Кривий став одним з найближчих сподвижників конунга Інґе I Горбаня (1136—1161). У 1157—1161 роках брав участь на боці норвезького короля Інґе I Горбаня в боротьбі з його противником Гоконом II Широкоплечим. У лютому 1161 року Інґе I був розбитий Гоконом II в битві під Осло і загинув.

## Конунг Магнус

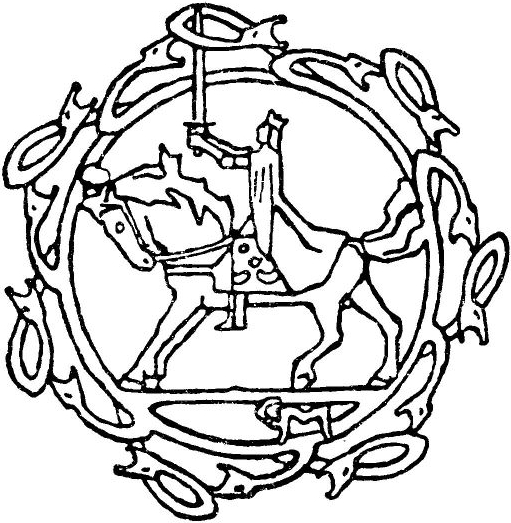
Magnus Erlingsson

Після загибелі Інґе I Горбаня Ерлінг Кривий зібрав всіх великих норвезьких лендрманнів, прихильників покійного конунга. На зборах лендрманни обрали новим конунгом Норвегії 5-річного Магнуса, сина Ерлінга.
Спочатку Ерлінг Кривий з сином і своїми прихильниками відправився в Данію. Данський конунг Вальдемар I Великий обіцяв надати Магнусу Ерлінгссону військову допомогу в боротьбі за владу. Натомість Ерлінг Кривий обіцяв передати Данії колишні володіння конунгів Гаральда I Синьозубого і Свена I Вилобородого в Норвегії (провінцію Вікен).
Навесні того ж року Ерлінг Кривий повернувся до Норвегії, зібрав військо і почав війну проти конунга Гокона II Широкоплечого. Ерлінг Скакке захопив міста Берген і Тенсберг разом з усім флотом Гокона. Сам конунг Гокон Широкоплечий втік до Тронгейму.
Влітку 1162 р. Ерлінг Кривий з флотом відплив на північ проти Гокона. 7 липня в битві поблизу Секкена в Ромсдалені конунг Гокон II Широкоплечий був розгромлений і смертельно поранений, а більшість його воїнів загинуло.
Після своєї перемоги над Гоконом, Ерлінг Скакке зібрав тінґ, на якому його син Магнус був проголошений конунгом всієї Норвегії. Однак прихильники Гокона Широкоплечого під керівництвом ярла Сігурда не припинили боротьбу і проголосили новим конунгом свою людину Сігурда Вихованця Маркуса, який доводився братом Гокону Широкоплечому. Бунтівники розділили свої сили на дві частини, на чолі яких знаходилися конунг Сігурд і ярл Сігурд. Бунтівники підкорили своїй владі лише невелику частину країни. Конунг Сігурд і його вихователь Маркус відсиджувалися в безпечному місці, а ярл Сігурд зі своїм загоном здійснював набіги на Оппланн і Вікен.

## Розгром Сігурда і Маркуса
В решті частині Норвегії панував мир і спокій. Ярл Ерлінг Кривий збирав бондів на тінґи, на яких повідомляв їм про безчинства ярла Сігурда і його загону. Розгнівані бонди на тінзі засудили ярла Сігурда і його людей, як живих, так і мертвих. Ерлінг Кривий, зібравши військо, вистежив ярла Сігурда і розгромив його загін (500 чол.) в Хравснесі. Потім воїни Ерлінга вирушили на пошуки Маркуса і його вихованця Сігурда. Вони втекли спочатку на острів Хісінген, а звідти вглиб материка, спочатку в Опплан, а потім до Тронгейма, де їх прийняли добре і навіть визнали Сігурда конунгом.
Сігурд зібрав податки з жителів прибережних районів і влітку 1163 відправився до Бергена, але по дорозі був розбитий конунговим флотом під керівництвом Ніколаса Сігурдссона. Невелика дружина Сигурда розсіялася, а сам він разом з Маркусом сховався на острові Скарпа, де їх зловили люди Ерлінга і відвезли в Берген.
29 вересня 1163 ріку вони обидва були страчені: Сігурду відрубали голову, а Маркуса повісили.
Влітку 1164 Ерлінг Скакке скликав в Бергені велику раду, на якій взяли участь архієпископ Йостейн, папський легат Стефан і багато інших єпископів і знатні люди Норвегії. На раді було схвалено право церкви збільшити податки, що стягуються з бондів, а церковні закони були визнані обов'язковим до виконання нарівні зі світськими. 8-річний конунг Магнус Ерлінгссон був урочисто помазаний на царство і коронований. Таким чином, Магнус став повноправним королем в очах норвежців, хоч і не походив з роду Інґлінґів (однак з цього роду була його мати). Був прийнятий закон, згідно з яким норвезький трон мав передаватися у спадок старшому синові. Ярл Ерлінг Кривий став фактичним правителем держави при своєму малолітньому синові.

## Данія
Після того як влада Магнуса Ерлінгссона над усією Норвегією була узаконена, данський король Вальдемар I Великий надіслав посольство до Норвегії і нагадав ярлу Ерлінгу Кривому про його обіцянку передати Данії частину провінції Вікен. Ерлінг Кривий прибув у Вікен і зібрав тінґ, де місцеві бонди відмовилися переходити під владу датчан. Розгніваний Вальдемар Данський зібрав військо і вирушив у похід проти норвежців.
Навесні конунг Вальдемар з військом висадився у Вікені, але місцеві селяни зібрали ополчення і Вальдемар не наважився напасти на них, вважаючи за краще направити свою армію на схід проти язичників. Незабаром Крістін, дружина Ерлінга Скакке, вирушила до Данії, де була добре прийнята своїм двоюрідним братом, конунгом Вальдемаром Великим. З ініціативи Крістін, Ерлінг відправився в Данію для примирення. Він був залишений при дворі данського конунга в якості заручника, а Вальдемар Великий відправив до Норвегії архієпископа Абсолона. Незабаром був укладений мир, Вальдемар Великий надав Ерлінгу Скакке титул ярла і передав йому у володіння Вікен.

## Повстання Олава
Поступово в Норвегії накопичилося багато протиріч між правлячою верхівкою — королем і його оточенням, духовенством і великими землевласниками — і нижчими верствами суспільства, збіднілими селянами.
У 1166 році, коли Ерлінг Кривий знаходився в Данії, проти нього підняли повстання в Оппланні Олав Гундбрандссон, син Марії, дочки конунга Ейстейна Магнуссона і його вихователь Сігурд Ковпак. Вони зібрали військо, де на їх сторону перейшли багато бондів. Олав був проголошений конунгом в Оппланні. Конунг Олав і Сігурд Ковпак почали здійснювати походи в Оппланн та Вікен. Після свого повернення з Данії ярл Ерлінг Кривий з військом вирушив у Вікен, він залишався влітку на кораблях, а восени був у Осло. У Рюд'єкуле Ерлінг Скакке з невеликою дружиною потрапив в засідку і був розбитий Олавом. Багато воїнів ярла Ерлінга загинули, він сам був поранений в лівий бік, але зміг вирватися із засідки і сховався на кораблях. Ерлінг Кривий повернувся у Вікен і залишався там до кінця літа. Конунг Олав зі своєю дружиною зміцнився в Оппланні.
Навесні 1168 року конунг Олав з дружиною вирушив у Вікен і взяв данину з жителів прибережних районів. Ерлінг Кривий дізнався про це і рушив з усім військом на схід назустріч Олаву. У битві біля Стангіра Ерлінг Скакке завдав повної поразки конунгу Олаву. Сігурд Ковпак і багато воїнів Олава загинули, а сам конунг втік в Данію, де незабаром помер.

## Повстання біркебейнерів

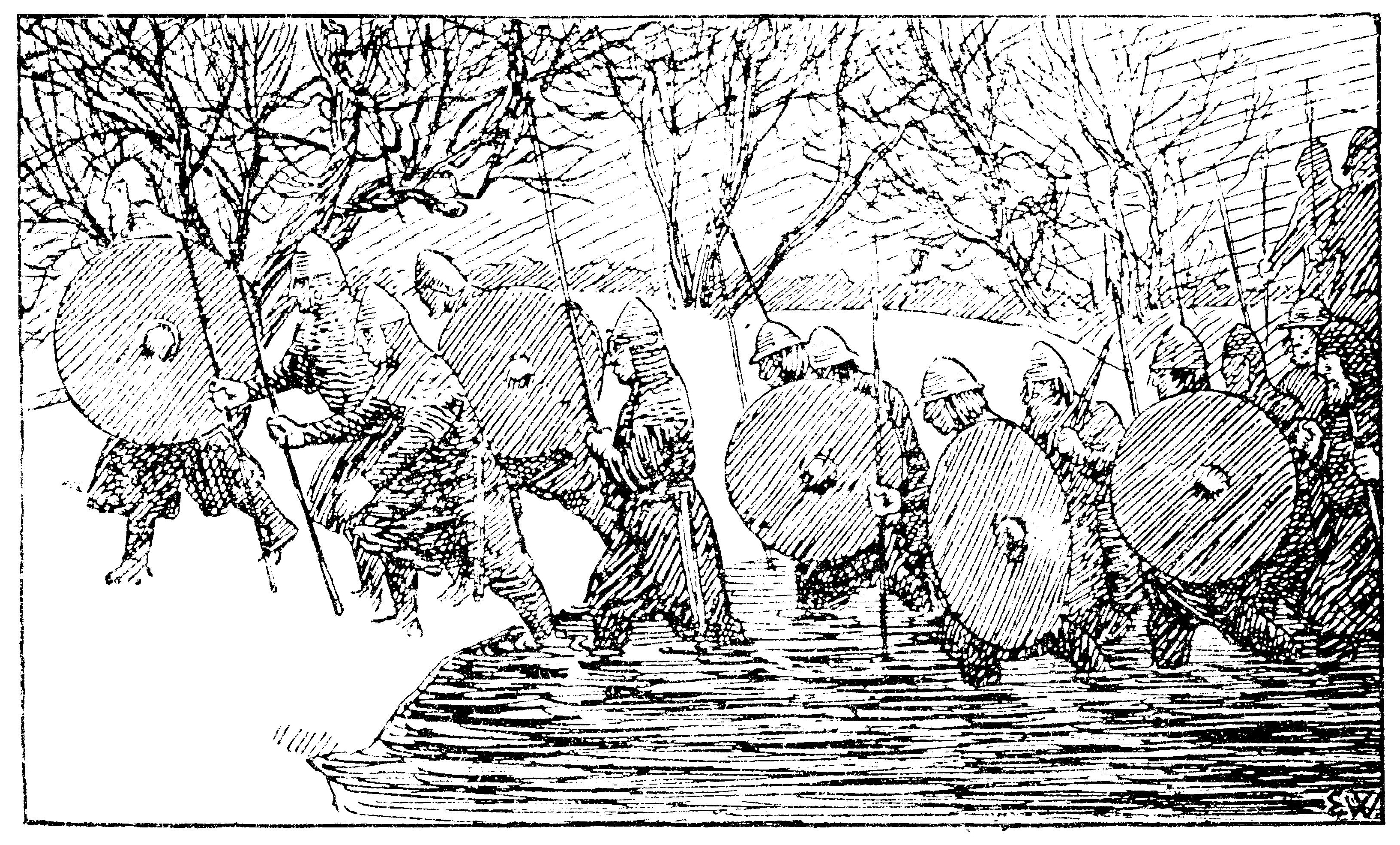
Автор: Erik Werenskiold (1899). Ілюстрація до саги Магнуса Ерлінгсона, «Ерлінг і його люди переходять річку»

В 1174 у Вікені спалахнуло нове повстання проти ярла Ерлінга Кривого. Його очолив Ейстейн на прізвисько «Дівчинка», який називав себе сином конунга Ейстейна II Харальдссона. Бунтівники, які спочатку були просто зграєю розбійників, були настільки бідні, що часто не мали нормального взуття і обмотували ноги берестою, за що отримали прізвисько «біркебейнери», тобто «берестоногі».
За кілька років військо біркебейнерів зросло в кілька разів, що дозволило їм взяти під свій контроль частину Вікена і Тренделаг.
Весною 1179 Магнус V і його батько Ерлінг Скакке вибили біркебейнерів з Тронгейму, але Сверрір під час відступу на південь раптово розвернувся і напав на конунга Магнуса. 19 червня 1179 в битві при Кальвскіннете Сверрір здобув перемогу над королівською армією. У цій битві загинув ярл Ерлінг Кривий.

## Сім'я
Ерлінг Кривий був одружений з Крістін Сіґурдсдаттер (бл. 1125–1178), дочкою норвезького конунга Сіґурда I Хрестоносця та Мальмфриди Мстиславівни Київської. Діти:
- Магнус V (1156—1184), король Норвегії (1161—1184)
- Рагнхільд Ерлінгсдаттер, в першому шлюбі з лендманном Йоном Торберґссоном з Рандаберґа (1153—1179), який загинув у битві при Калвскіннеті у 1179 р., вдруге стала дружиною Халселя Йонссона з Бліндхеймсеттена, який загинув у битві при Флорвогу у 1194 р. Прабабуся норвезького короля Маґнуса VI.

Позашлюбні діти від наложниць:
- Хрейдар (Рейдар)
- Еґмунд (Оґмунд)
- Фінн — від наложниці Оси Світлої.
- Сіґурд Ярлссон (Ерлінгссон) (бл. 1168—бл. 1203) — від наложниці Оси Світлої; один із очільників Громадянської війни в Норвегії.